# Plebiscito nazionale in Cile del 1978
Il plebiscito nazionale in Cile del 1978, chiamato anche consultazione nazionale del 1978, è stato un referendum realizzato in Cile, il mercoledì 4 gennaio 1978, durante la dittatura militare di Augusto Pinochet, per consultare ai cittadini sull'appoggio o rifiuto alla legittimità del governo. I voti favorevoli vinsero con un ampio margine, anche se la legittimità dei risultati è dibattuta, poiché non esistevano registri elettorali né garanzie minime di trasparenza, oltre alla forte censura ai mezzi di comunicazione.

## Contesto
Le violazioni dei diritti umani occorsi durante i primi anni della dittatura militare di Augusto Pinochet furono oggetto di varie inchieste e condanne da parte di organismi internazionali, specialmente l'Organizzazione delle Nazioni Unite. Nel novembre 1977 venne presentata davanti alla Commissione sui Diritti Umani dell'ONU una relazione di 350 pagine redatta da Ghulam Ali Allana che documentava le violazioni dei diritti umani e la situazione interna del paese. Il 7 dicembre detta commissione condannò il governo cileno per le reiterate violazioni di diritti umani, con una votazione di 98 voti a favore —inclusi gli Stati Uniti—, 12 contrari e 28 astensioni.
L'Assemblea generale delle Nazioni Unite trattò l'argomento nella sessione del 16 dicembre, approvando una nuova risoluzione di condanna del Cile per 96 voti a favore (tra loro Francia e la Repubblica Federale Tedesca) e 14 contro (quasi nella sua totalità i paesi dell'America Latina oltre al Libano), mentre paesi come Bolivia e Perù si astenerono.
Sottoposto a una forte pressione internazionale, il 21 dicembre Pinochet decise di convocare a consultazione tutti i cittadini cileni maggiori di 18 anni per dimostrarne l'appoggio al nuovo regime, con il concorso iniziale dei membri del Giunta militare cilena José Toribio Merino e Gustavo Leigh.
Augusto Pinochet aveva il problema che il contralor Héctor Humeres aveva dichiarato che il governo non possedeva una norma legale né costituzionale per fare la consultazione, convocata mediante un dictamen emesso il 28 di dicembre 1977. Per questo motivo, Humeres si ritirò in pensione il 2 gennaio successivo, dopo che la sua istanza di pensionamento venne evasa a velocità inusitata dalla cancelleria il 29 dicembre 1977. Il 30 dicembre Pinochet collocò al posto di Humeres un suo nuovo uomo affidabile, Sergio Fernández, che approvò immediatamente la norma che permetteva la consultazione referendaria, pubblicata poi nel Diario Ufficiale il 3 gennaio, a meno di 24 ore dl voto..
Un sondaggio pubblicato dalla consulente Gallup agli inizi di gennaio di 1978 segnalava che intorno a un 70% degli elettori voterebbe per il "Sì" nella consultazione.

## Quesito

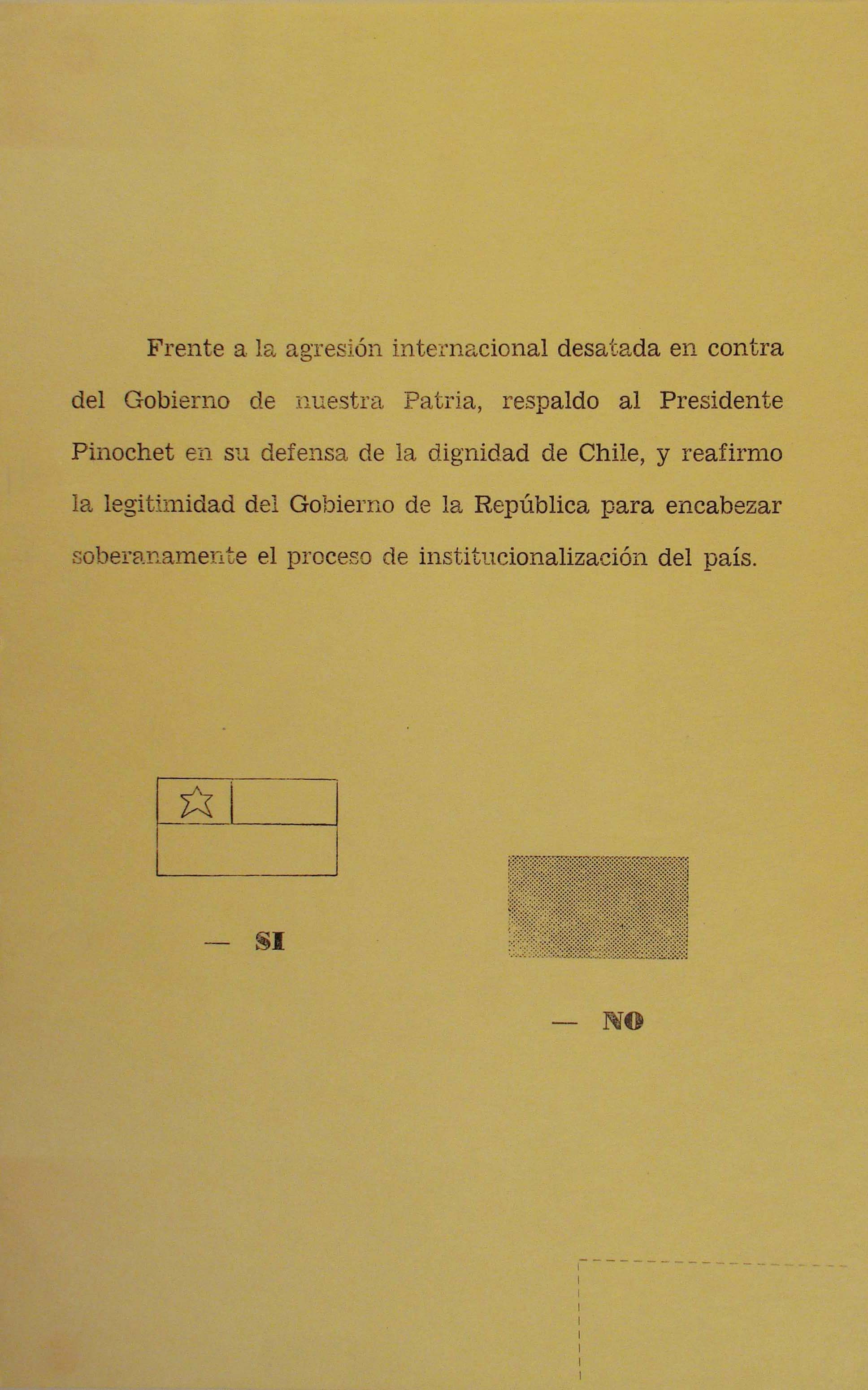
Scheda della votazione (si notino le bandiere e la posizione di queste)

Per votare serviva esibire unicamente la carta d'identità, poiché non esistevano registri elettorali. L'unico controllo di voto fu quello di tagliare l'angolo superiore destro della cédula su cui poi veniva applicato un francobollo adesivo stampato dalla Casa di Moneta del Cile. Non esistendo registri elettorali per determinare i seggi di votazione, si stabilì che questi sarebbero stati distribuiti per lettere, in modo che ogni elettore votasse nel seggio corrispondente alla lettera iniziale del cognome paterno. Ogni seggio doveva restare aperto per 8 ore continue.
Il testo del quesito chiedeva:
Sull'opzione «Sì» c'era una bandiera cilena, mentre nel «No» c'era una bandiera nera.
La votazione portò a capo in un ambiente completamente ristretto, con Stato d'eccezione vigente, senza propaganda sui muri e senza dibattito, dovuto alla messa al bando dei partiti politici, al divieto di realizzare riunioni di carattere politico, la mancanza di registri elettorali indipendenti, e alla censura esistente contro dei mezzi di comunicazione. I seggi di votazione furono presieduti e controllati da persone di fiducia designate dai sindaci di ogni comunità, in alcuni casi neppure facenti parte delle stesse: in alcuni seggi del settore sud-ovest di Santiago del Cile (Pudahuel, La Granja e San Miguel) furono nominati presidenti di seggio persone della comunità dei Conti, ubicata nel settore orientale della capitale cilena.

## Campagna
L'opposizione alla dittatura praticamente non ebbe spazio nella campagna elettorale. Vari raggruppamenti politici oppositori invitarono a votare «No» nella consultazione, tra loro il Partito Democratico Cristiano (PDC), il Partita Radicale (PR) e il Movimento della Sinistra Rivoluzionaria (MIR); questo ultimo invitò anche a marcare il voto con una R cerchiata nella parte inferiore della scheda elettorale. Altri gruppi, come il Partito Socialista (PS), l'Unione Socialista Popolare (USOPO) e il Partito Comunista Rivoluzionario (PC-R), hanno chiamato all'astensione. L'Unità Popolare —con la sua direttiva nell'esilio— ha pubblicato il 27 dicembre 1977 una dichiarazione intitolata «Pane-Lavoro-Libertà» nella quale chiamava ad opporsi alla consultazione mediante l'astensione o il voto contrario; la stessa posizione fu adottata dal MAPU Operaio Contadino (MAPU-OC).
Il Paseo Ahumada divenne luogo abituale di manifestazioni a favore del «Sì» e del «No» nella consultazione. Il 26 dicembre fu organizzata una delle prime manifestazioni di sostenitori dell'opzione «No», nella quale militanti del PDC distribuirono volantini. Il giorno dopo, un gruppo di 50 persone si riunionirono nello stesso passeggio gridando «pace, giustizia e libertà», i ma furono dispersi dai Carabineros. Nelle giornate seguenti, i sostenitori del «Sì» si radunarono nelle vicinanze di Ahumada con Orfani, mentre i sostenitori del «No» si spostarono nella Piazza d'Armi.
Il 28 dicembre, un gruppo di militanti del Fronte Giovanile di Unità Nazionale bruciò le bandiere dell'Organizzazione delle Nazioni Unite e degli Stati Uniti durante una manifestazione in Valparaíso.
I mezzi di comunicazione diedero ampia copertura all'opzione «Sì». La televisione (e specialmente la TVN) dedicò grandi sforzi per promuovere l'opzione di appoggio al Consiglio Militare mediante spazi pubblicitari. La stessa situazione è occorso con le radio, nella sua maggioranza adepti alla dittatura, nonché anche la stampa scritta di portata nazionale.

## Votazione

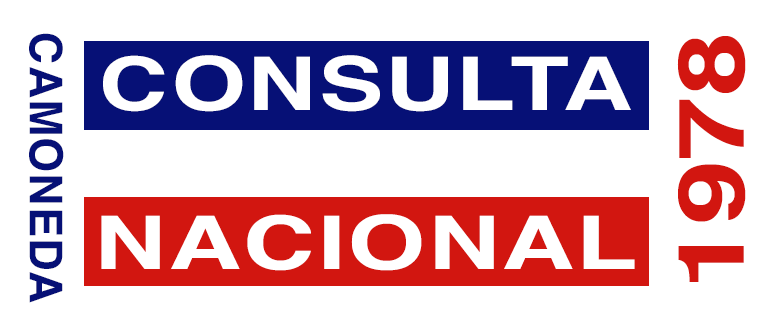
Francobollo adesivo utilizzato partorisca marcare le cédulas di identità degli elettori che già sufragaron.

Nell'alba del 4 gennaio, una bomba esplose nell'edificio della IBM, nel centro della capitale cilena, provocando danni lievi e senza lasciare vittime fatali. Mentre una radio appartenente all'Arzobispado di Santiago stava emettendo un programma informativo, le trasmissioni furono interferite da una voce femminile che lesse una proclama del Movimento della Sinistra Rivoluzionaria (MIR) esortando a votare «no» nella consultazione nazionale.
Durante il processo di scrutinio, diverse organizzazioni denunciarono irregolarità, come per esempio:
- Il cancellato del marchio realizzato nel voto (fatta con matita di grafito) per marcare preferenze a favore dell'opzione Sì.
- Restrizioni per osservare il processo di conteggio di voti in alcuni seggi
- Denunce che la scheda di votazione aveva un grado di trasparenza che permetteva di vedere dal retro l'opzione segnata.
- Voti a quelli che non gli ritirava la colilla (o tallone) e dunque queste non erano contabilizate nello scrutinio per corroborare se il suo numero equivaleva ai voti emessi nel seggio.
- Contabilizzazione di voti nulli e in bianco a favore dell'opzione Sì.
- Voti a favore dell'opzione No che erano considerati nulli.
- Urne che non erano state sigillate all'avvio delle operazioni di voto.
- Assenza di cabine per esprimere il voto in segreto, ma la votazione avveniva in presenza dei membri del seggio.[4]

## Risultati

### Risultati nazionali
I risultati finali, forniti dalle autorità, sono stati i seguenti:
| Preferenza           | Voti      | %     |
| -------------------- | --------- | ----- |
| Sì                   | 4 177 064 | 78,7% |
| No                   | 1 131 115 | 21,3% |
| Totali voti validi   | 5 308 179 | 100%  |
| Voti nulli e bianchi | 258 109   |       |
| Totali voti emessi   | 5 566 288 |       |

Il risultato di questa consultazione incitò Pinochet a reiterarla nel 1980, ma anche in questo caso ne fu messa in dubbio la legittimità nei risultati. In tal modo sarebbe stata approvata una nuova Costituzione, che manteneva Augusto Pinochet alla presidenza fino 1989, occasione nella quale un candidato sarebbe proposto per le Forze Armate al voto plebiscitario dei cileni, che in caso di rifiuto avrebbe avuto un anno aggiuntivo di mandato.

### Risultati per regioni
| Regione           | Regione                                | «Sì»      | %     | «Non»     | %     |
| ----------------- | -------------------------------------- | --------- | ----- | --------- | ----- |
| I                 | Tarapacá                               | 102 156   | 81,51 | 23 177    | 18,49 |
| II                | Antofagasta                            | 123 886   | 78,96 | 33 018    | 21,04 |
| III               | Atacama                                | 69 581    | 79,90 | 17 499    | 20,10 |
| IV                | Coquimbo                               | 154 122   |       | 38 356    |       |
| V                 | Valparaíso                             | 507 608   |       | 142 836   |       |
| VI                | Lib. Gen. Bernardo O'Higgins           | 232 935   |       | 50 624    |       |
| VII               | Maule                                  | 315 275   |       | 52 898    |       |
| VIII              | Bío Bío                                | 578 754   |       | 126 443   |       |
| IX                | L'Araucanía                            | 284 302   |       | 34 490    |       |
| X                 | Los Lagos                              | 322 483   |       | 52 814    |       |
| XI                | Aysén del Gral. Carlo Ibáñez del Campo | 24 234    |       | 4968      |       |
| XII               | Magellano e Antartide Cilena           | 47 930    |       | 11 929    |       |
| RM                | Regione Metropolitana di Santiago      | 1 413 798 |       | 542 063   |       |
| Totale: 5 308 179 | Totale: 5 308 179                      | 4 177 064 | 78,7  | 1 131 115 | 21,3  |